# Stadion Miejski w Užicach
Stadion Miejski (serb. Градски стадион, Gradski stadion) − stadion piłkarski mieszczący się w Užicach, na którym domowe mecze rozgrywa FK Sloboda Užice. Pojemność stadionu wynosi 12000 miejsc.